# 古滕采尔-许伯尔
古滕采尔-许伯尔是德国巴登-符腾堡州的一个市镇。总面积37.86平方公里，总人口1806人，其中男性935人，女性871人（2011年12月31日），人口密度48人/平方公里。